# Еделево (Ульяновская область)
Еделево — село в Кузоватовском районе Ульяновской области России. Центр Еделевского сельского поселения.

## География
В селе две небольшие речки Беркулейка (на картах Лепелейка) и Томышевка, которые в восточной части сливаются в одну. За речками было болото. Озеро за церковью было больше, берега заболочены.
Географическое положение
7 км до Кивати и 16 км до Кузоватово. 5 км до села Никольское.

## История
Основано в конце XVII века. Первыми основателями села Еделево, по предположению, были охотники. Они поселились сначала временно (2-3 семьи). На месте села в то время был сосновый бор. Сначала заселялось место, где теперь находятся клуб и церковь. Первое кладбище поселенцев было на месте зимней церкви.
Из «Описи селениям Синбирского уезда» за 1678 год, написано: «За мордовским мурзою, за Родаем Пиргушевым сыном Еделевым, в деревне Еделеве…» и «…живут на оброчной земле у вдовы Параскови новокрещена Петрова жены, князь Еделева.». Означает, что эта деревня была князя Еделева и названа по нему.
В 1780 году, при создании Симбирского наместничества, деревня Еделево входила в состав Сызранского уезда.
В 1859 году село входило в состав 2-го стана Сызранского уезда Симбирской губернии.

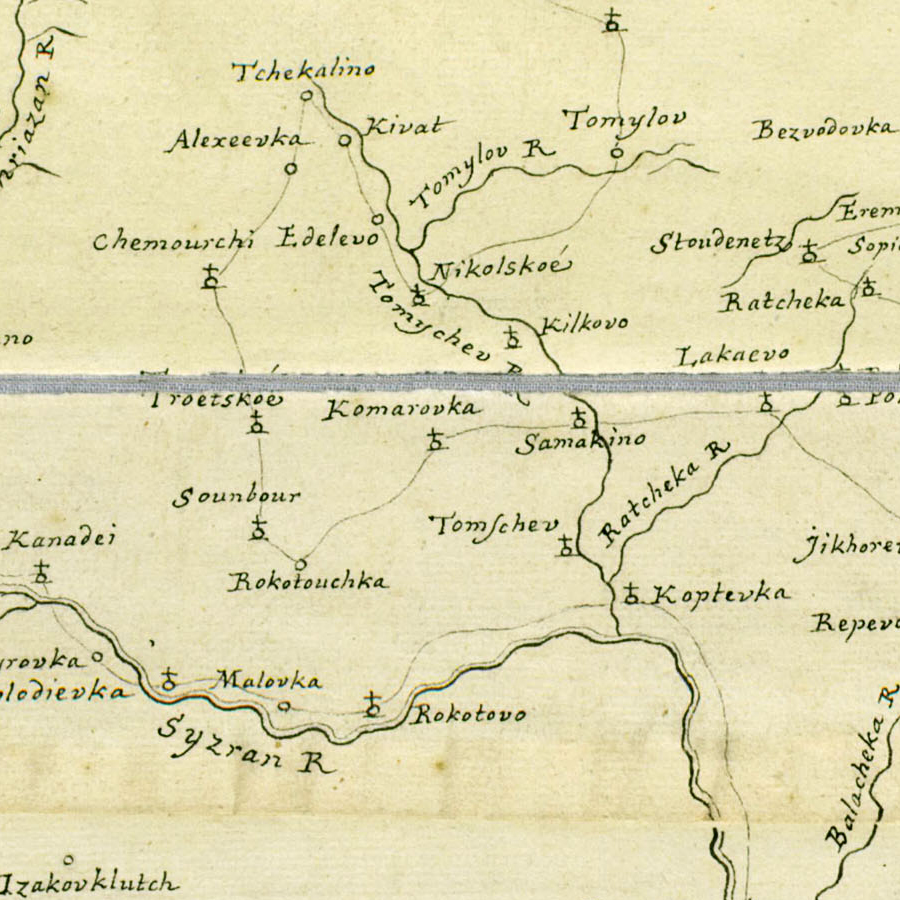
Село Архангельское Еделево (Chemourchi Edelevo) на 40-верстной карте «Симбирск, Самара и Петровск» 1729 г.

На старой карте 1861 года село называлось Архангельское Еделево (по церкви).
В 1886 году прихожанами был построен новый деревянный храм — во имя Архистратига Божьего Михаила. В 1900 году старое здание храма было перестроено и сделано тёплым, но ещё не было освящено.
В 1928 году село в составе Кузоватовского района Сызранского округа Средне-Волжской области.
С 1943 года — в Ульяновской области.

## Население
| 2002 | 2010 |
| ---- | ---- |
| 1350 | ↘987 |

## Инфраструктура
На шоссе Кузоватово—Никольское находятся церковь (деревянное здание Архангельской церкви построенная в 1886 году на средства прихожан и дом культуры.

## Достопримечательности
ПАМЯТНИКИ ИСТОРИИ:
- Братская могила 76 красногвардейцев и политкомиссара артдивизиона 15-й Инзенской стрелковой дивизии, погибших в бою с белогвардейцами 1918 г.
- Памятник воинам-землякам, погибшим в годы Великой Отечественной войны, 1970-е гг.

ПАМЯТНИКИ АРХИТЕКТУРЫ:
- Фундамент утраченной церкви (православный приходской однопрестольный храм) 1900 г.
- Церковь во имя Архангела Михаила (православный приходской деревянный холодный храм с утраченным завершением колокольни) 1886 г.[8]
- Родник «Соколов колодец»[9].

## Известные жители
Здесь родился Герой Советского Союза Пётр Александрович Абрамов (1923—1983).